# Элганаян, Генри
Генри Элганаян (перс. هنری القانیان‎, англ. Henry Elghanayan; 2 августа 1940, Иран) — американский предприниматель, родившийся в Иране, основатель и генеральный директор Rockrose Development, представитель семьи Элганаян, чьё состояние оценивается в 2,2 млрд. долл.. Он и его братья управляют двумя фирмами по недвижимости с более чем 1,8 млн. кв. метров жилых и коммерческих владений в Нью-Йорке и Вашингтоне. Член исполнительного комитета Совета по недвижимости Нью-Йорка (REBNY).

## Биография

### Семья Элганаян
Нуролла Элганаян родом из Ирана начал покупать землю на Манхэттене в 1950-х и 1960-х годах. Его сыновья Генри, Том и Фред позже расширили семейную империю недвижимости по всему Манхэттену и Квинсу. Среди их наиболее примечательных объектов: бывшая штаб-квартирая ФБР, переоборудованный в жилой дом The Fairfax. Разногласия по поводу наследования привели к разделу активов между братьями в 2009 году.

### Ранние годы
Генри Элганаян родился 2 августа 1940 года в еврейской семье в Иране.
Получил степень магистра делового администрирования в Колумбийском университете и степень доктора права в юридической школе Нью-Йоркского университета.

### Компания Rockrose
Генри Элганаян, основатель и генеральный директор Rockrose, является одним из самых выдающихся застройщиков Нью-Йорка. С момента своего основания в 1970 году компания разработала, приобрела или перепозиционировала около 70 крупных проектов, охватывающих 15 000 жилых единиц, почти 6 миллионов квадратных футов офисных помещений и более 1 миллиона квадратных футов торговых площадей, что в общей сложности составляет более 21 миллиона квадратных футов.
Наиболее известный своим дальновидным взглядом и практическим подходом в качестве владельца, застройщика и менеджера, Элганаян является автором проектов, включающих реконструкцию The Archive, Landmark в West Village, офисное строительство Carnegie Hall Tower и развитие Alexander Court. Элганаян был пионером в развитии нескольких районов Нью-Йорка, включая West Village, Financial District и Long Island City.